# Mediu interstelar

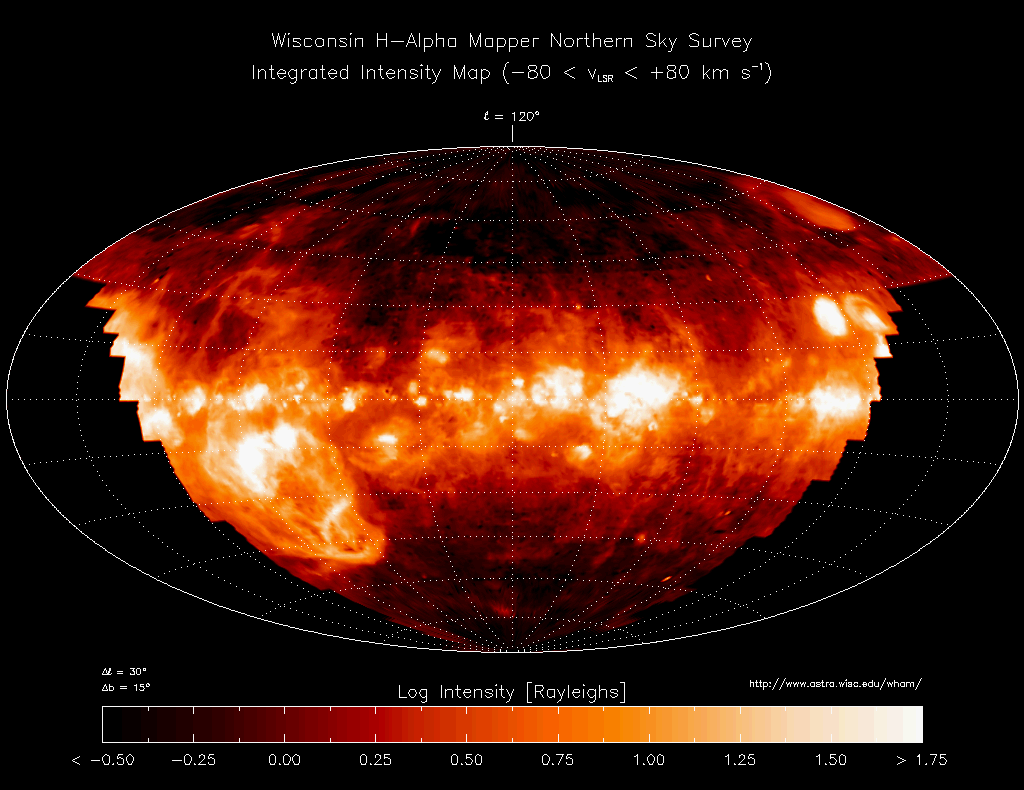
Distribuirea hidrogenului ionizat în zonele mediului interstelar galactic vizibil din emisfera nordică a Pământului.

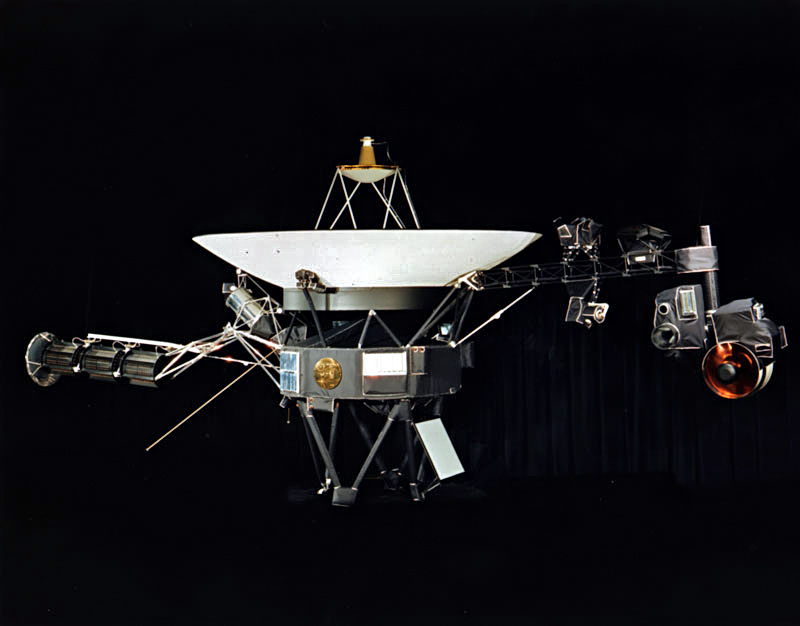
Voyager 1 este primul obiect artificial care a ajuns în mediul interstelar

În astronomie, mediul interstelar reprezintă totalitatea materiei care există în spațiul dintre sistemele stelare și galaxii. Printre componentele materiei interstelare se numără și gazul în formă ionică, atomică și moleculară, praful și radiațiile cosmice. Energia care ocupă același volum, în formă de radiație electromagnetică, este câmpul de radiații interstelar. 